# Scandalo Lockheed in Italia

Un C-130H dell'Aeronautica Militare con motori Allison T-56.

Lo scandalo Lockheed in Italia riguardò la fornitura degli aerei da trasporto C-130, ricevuti dall'Aeronautica Militare a partire dal 1972. Nel 1976 molti soggetti coinvolti nelle trattative con la Lockheed furono accusati di aver accettato tangenti per miliardi di lire per favorire l'acquisto di tali aerei da parte del Ministero della difesa italiano, e alcuni di questi poi condannati.

## L'acquisto degli Hercules C-130 (1971)
Le complesse procedure per l'acquisto degli Hercules iniziarono nel 1968, con la valutazione delle necessità di velivoli militari da trasporto da parte dell'aeronautica militare, di Costarmaereo (poi Armaereo), e in generale delle forze armate italiane.
I candidati a sostituire i vecchi C-119, bimotori di produzione statunitense, erano: il C-130 Hercules della Lockheed, il Transall C-160 di produzione franco-tedesca, il G-222 della FIAT (progetto nazionale non ancora prodotto), e il francese Breguet Br 941. Il contratto con la Lockheed fu firmato il 18 giugno 1971, per un valore di circa 61 milioni di dollari, di cui 53 milioni per 14 C-130 Hercules, e il resto per varie parti di ricambio; il contratto prevedeva un anticipo alla Lockheed di circa il 30% del valore della commessa. Durante le trattative che portarono al contratto, dal 1968 al 1971 in Italia cambiarono 5 governi: il governo Leone II, tre governi di Rumor (I, II, III) e il governo Colombo. Questi esecutivi erano monocolore DC o quadripartito DC-PSI-PSDI-PRI. I ministri della difesa coinvolti nelle trattative e nel contratto furono Luigi Gui, deputato della DC (per i primi tre governi) e Mario Tanassi, deputato e segretario del PSDI (per gli ultimi due).
     attuali operatori
     ex operatori

Operatori militari del velivolo C-130 Hercules:
attuali operatori
ex operatori

Dalle motivazioni della sentenza della Corte costituzionale depositata il 2 agosto del 1979 emergono punti critici sulle ragioni dell'acquisto degli Hercules e sulle sue modalità.
- Innanzitutto non tutte le posizioni a favore dell'acquisto dalla Lockheed, in alternativa alla produzione di aerei in Italia, erano limpide. Kotchian, nella sua deposizione del 1976 alla Commissione Church e alla SEC, ammise che il G-222 Fiat era un possibile ostacolo alla vendita degli Hercules all'Italia e che Transall e G-222 erano i concorrenti da temere per il mercato italiano. Ma quando la Lockheed si assicurò un appoggio di natura amministrativo-militare interno al Ministero della difesa, le cose cambiarono. Per la Lockheed erano in gioco fra l'altro la continuità della linea di produzione e posti di lavoro in Georgia. Nella prospettiva di Kotchian, queste impellenti ragioni resero necessaria la corruzione del generale Duilio Fanali o (in codice nelle comunicazioni interne della Lockheed) Pun.[5]
- Tra le possibili ragioni della scelta del C-130, un ramo dell'inchiesta (mai suffragato con prove dagli inquirenti) portò a ritenere che vi potesse essere un forte interesse per l'acquisto degli Hercules italiani (simili come tipologia al FIAT G-222, ma non per autonomia e neppure per capacità di carico) al fine di esportare armi in Medio Oriente senza controlli. Infatti l'autonomia del G-222 – di poco superiore ai 1000 km - non avrebbe potuto consentire voli senza scalo. Questi voli con gli Hercules, ammesso che ne siano mai stati fatti, potevano essere effettuati a bassa quota per evitare i radar ed arrivare a coprire gli oltre 4000 km fino alle zone di interesse medio-orientale (Libano, Siria ed altre nazioni) per poi scaricare, rifornirsi, e rientrare. Certa, secondo la Corte costituzionale, la motivazione principale: la NATO negli anni sessanta aveva deciso come strategia per gli alleati un aumento delle capacità militari convenzionali, includendo anche aerei da trasporto di medio raggio.[6]

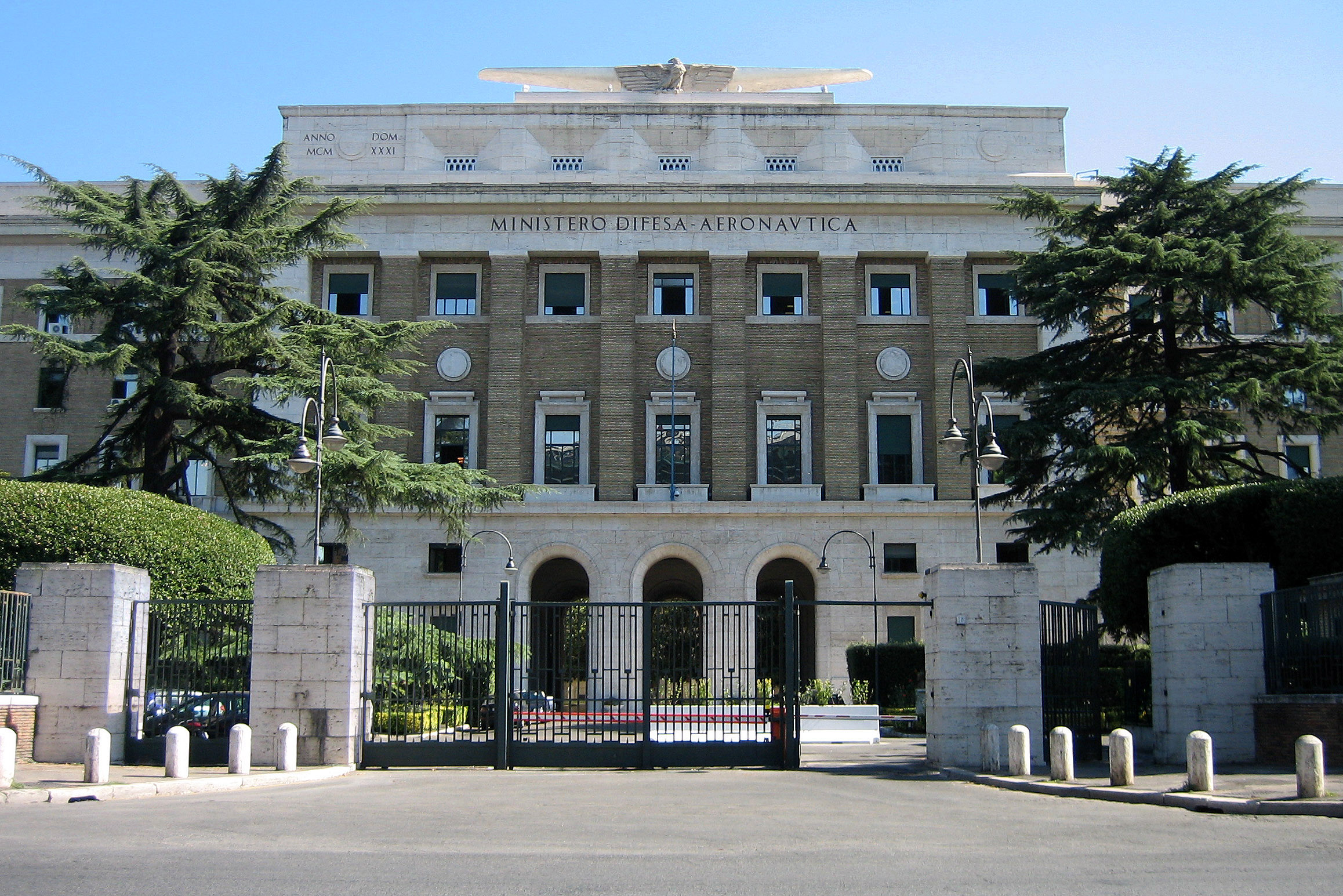
Roma, Palazzo dell'Aeronautica, sede dello Stato Maggiore dell'Aeronautica.

- I cambiamenti del prezzo unitario e del numero dei C-130 posero questioni che esorbitavano dalla complessità del procedimento burocratico e amministrativo. Tra il 1968 e il 1971 il prezzo unitario in dollari del velivolo mutò, mutò il numero degli aerei da ordinare e mutarono anche le condizioni finanziarie dell'acquisto. E, per quanto la congruità del prezzo fosse controllata del Ministero della difesa, vi è la certezza che il prezzo diventò più dipendente da fattori ed interessi estranei alla trattativa tecnico-commerciale. L'affermazione dei "controllori", per i quali il prezzo unitario del C-130 era inferiore a quello di listino della Lockheed, si scontrava con il riscontro che per ammissione della stessa Lockheed al prezzo unitario erano aggiunti 120000 dollari (circa il 5% del prezzo) a causa della richiesta di tangenti (personali o politiche). Ma nella composizione del prezzo finale oltre al 5% di tangenti figurava anche una richiesta, che ebbe un costo per l'Italia, di "compensazioni industriali" (chiamate anche "partecipazioni" o "offset") per l'industria militare italiana. In altri termini, c'era nel prezzo finale un'ulteriore componente, una somma di denaro aggiuntivo difficilmente inferiore al 20%. Ma sorprendentemente la firma del contratto avvenne senza che il Ministero della difesa richiedesse alla Lockheed reali garanzie sulle quantità concordate di partecipazioni industriali militari per l'Italia. I tre offset (Allison Engine Company-Alfa Romeo di Napoli, SACA di Brindisi, e FIAT) esaminati dai giudici della Corte costituzionale, già in fase di negoziato precontrattuale erano saltati o erano stati modificati, o meglio svuotati. Su una lettera del dicembre 1970 di Lockheed indirizzata a Costarmaereo e concernente l'offset della Lockheed, il generale Giovan Battista Nicolò annotò che «è una compensazione fasulla». In giugno 1971, solo due settimane prima della firma del contratto, il generale Bruno Zattoni, direttore generale Costarmaereo, scrisse al ministro Tanassi che la Lockheed non si era realmente impegnata negli offset, inclusi nel prezzo pagato dall'Italia. Al generale sarebbe però stato ordinato, non dal ministro ma dal Segretario generale della difesa generale Giuseppe Giraudo, «di non frapporre ostacoli», e il militare obbedì.[7]
- La fideiussione che la Lockheed, nel 1971 in serie difficoltà finanziarie,[8] non intendeva o non poteva rilasciare per garantire l'anticipazione richiesta contrattualmente al cliente italiano, equivalente a quasi un terzo dell'importo contrattuale, agitò corrotti e corruttori per una prevedibile mancata ratificazione della Corte dei conti: l'avvertimento al Ministero arrivò da un "giudice amico". La risoluzione finale del delicato problema fu singolare: la fideiussione «non comprende la garanzia degli interessi sull'anticipo in caso di restituzione del medesimo»,[9] neanche se la restituzione avvenisse 15 anni dopo. "Così il 10 settembre 1971 Ovidio Lefebvre telegrafava di avere avuto l'assicurazione che «la nostra questione è sistemata»".[9]
- I termini contrattuali per controllare la qualità dei velivoli consegnati all'Italia parvero graditi ai corrotti e ai corruttori della Lockheed. Il C-130 non è di per sé un velivolo pericoloso, ma se gli stessi controllori sono in vendita, non è attendibile l'attività di controllo. Il sostituto procuratore Ilario Martella accertò che dei 14 aerei nuovi acquistati dal governo italiano soltanto 5 erano in grado di volare, mentre gli altri venivano "cannibalizzati" per ottenere i pezzi di ricambio necessari alla manutenzione. Proprio la cattiva manutenzione sembrerebbe aver svolto un ruolo determinante nell'incidente del 3 marzo 1977, quando un C-130 dell'Aeronautica Militare si schiantò sul Monte Serra nei pressi di Pisa, provocando la morte di 5 membri dell'equipaggio, di 38 allievi dell'Accademia Navale di Livorno e dell'ufficiale inquadratore[10].

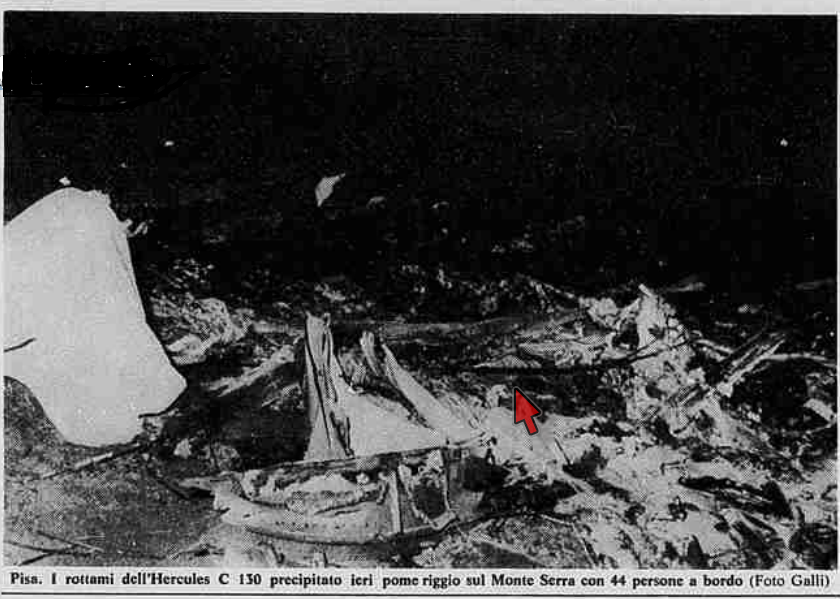
Rottami dell'Hercules C-130 a Monte Serra - La Stampa - Foto Galli

## Le rivelazioni statunitensi nel procedimento giudiziario

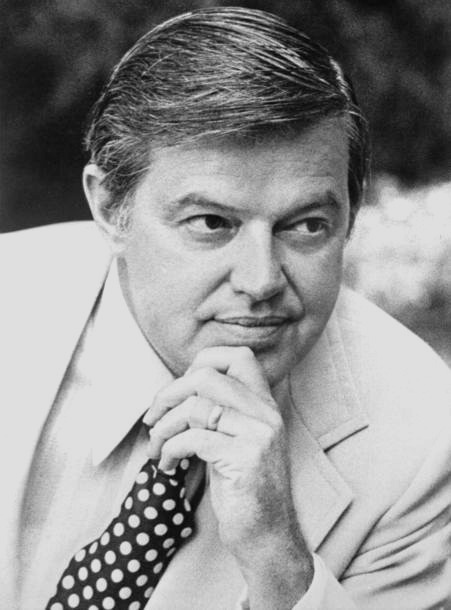
Il senatore Frank Church presidente della Commissione Church (1975-1976)

La Commissione Church aveva già raccolto nel 1975 prove di corruzione estera da parte di Lockheed e Northrop. La Lockheed inizialmente negò tutto, ma poi ammise nell'agosto 1975 di avere pagato, a partire dal 1970, circa 22 milioni di dollari a politici, funzionari, e partiti esteri. Le prime udienze alla Commissione Church iniziarono a settembre 1975, e furono resi pubblici i casi di corruzione di Indonesia, Filippine e Arabia Saudita. Nel febbraio del 1976, in sede di successive audizioni di esponenti della Lockheed vennero alla luce i casi di Germania, Giappone, Italia e Paesi Bassi. I giornalisti di questi quattro paesi cominciarono un assedio ai membri della Commissione Church per ricevere informazioni dettagliate. Emerse una lettera del 1969 in cui il legale della Lockheed, Roger Bixy Smith, informava Carl Kotchian che due ministri italiani e "Antelope Cobbler" (secondo la Lockheed un primo ministro) avevano richiesto e ricevuto tangenti. A questo punto l'agente italiano della Lockheed Ovidio Lefebvre (fratello di Antonio) sparì dall'Italia.
Quando all'inizio di febbraio 1976 lo scandalo Lockheed esplose sulla stampa italiana, la Procura di Roma, obbligata ad agire, aprì un'inchiesta giudiziaria che affidò al sostituto procuratore Ilario Martella. A marzo furono arrestati Antonio Lefebvre e il generale Duilio Fanali, mentre Tanassi si dimise da segretario del PSDI.
Lo scandalo vide coinvolti diversi alti funzionari dello Stato, tra cui il Capo di stato maggiore dell'Aeronautica Duilio Fanali e il presidente di Finmeccanica Camillo Crociani, il quale riuscì ad evitare l'arresto fuggendo in Messico.
Risultarono inoltre coinvolti dalle accuse esponenti politici di spicco, come gli ex ministri della difesa Luigi Gui e Mario Tanassi, e due ex presidenti del Consiglio: Mariano Rumor e Giovanni Leone, quest'ultimo Presidente della Repubblica.

## Antelope Cobbler
Nel giugno 1976 si aprì la caccia all'Antilope della Lockheed. Documenti emersi dall'azienda americana indicavano con due nomi in codice i personaggi chiave da avvicinare e corrompere per vendere gli Hercules all'Italia.
- Il primo era Antelope Cobbler, letteralmente "Antilope Ciabattino".
- L'altro, meno noto alla stampa, era Pun.

Secondo la decodificazione fornita dalla stessa Lockheed si trattava del primo ministro (Cobbler) del governo italiano (Antelope), l'autorità politica rivestita del potere necessario per la decisione finale sull'acquisto. Pun invece era la più alta autorità amministrativa-militare, che poteva permettere e supportare la scelta degli aerei fabbricati in Georgia dalla Lockheed. La Corte costituzionale stabilì successivamente, dalle testimonianze e dai documenti, che Antelope Cobbler fosse molto probabilmente Mariano Rumor, che però ha sempre negato, mentre Pun era indubbiamente il Capo di Stato Maggiore dell'Aeronautica, cioè Duilio Fanali.
Dal processo Lockheed emerse anche l'"Innominato", un nome in codice molto più italiano, per definire un personaggio "aduso a muoversi negli ambienti, oltreché militari ed industriali, politici e governativi, «…uomo assai potente che poteva influenzare anche la designazione di incarichi ministeriali»".. Secondo i giudici l'Innominato era Camillo Crociani, presidente della Finmeccanica.
Ernest Hauser, che vendeva informazioni anche alla stampa italiana, indicò che dietro l'Antilope ci sarebbe stato un altro primo ministro abituale, Giulio Andreotti. Secondo Hauser, Andreotti avrebbe svolto un ruolo nello scandalo simile a quello assunto da Strauss in Germania Ovest e da Tanaka in Giappone.
Alcuni giornali e settimanali riportarono che Antelope Cobbler e Aldo Moro potevano essere la stessa persona. La notizia fabbricata che Moro fosse Antelope Cobbler provenne da un taccuino dell'assistente del Dipartimento di Stato statunitense Loewenstein, dipendente da Henry Kissinger. La Corte costituzionale archiviò la posizione di Moro il 3 marzo 1978, tredici giorni prima che questi fosse sequestrato dalle Brigate Rosse.
(Fase Istruttoria - Corte costituzionale, 3 marzo 1978)
Giovanni Leone, che all'epoca dello scandalo ricopriva la carica di Presidente della Repubblica, fu chiamato in causa come il vero Antelope Cobbler dal settimanale l'Espresso e da un libro di Camilla Cederna. Le accuse mosse contro Leone non furono mai provate, ma nel suo caso la fantasia giornalistica si sbizzarrì. Notevoli alcune interpretazioni dell'origine del nomignolo:
- La prima voleva che Leone, in visita a New York, fosse rimasto affascinato da un paio di scarpe di antilope esposte in una vetrina, e che poi le avesse acquistate per sua moglie Vittoria.
- La seconda che Cobbler fosse stato trascritto male, scambiando una G per una C; la versione corretta sarebbe dunque stata Antelope Gobbler, cioè "divoratore di antilopi", ovvero il leone.[19]
- Probabilmente la spiegazione è più semplice: Antelope Cobbler è la traduzione in inglese di una dizione gergale assai utilizzata in Italia: "quello che fa le scarpe all'antilope", ovvero il leone.

Nel 1979, nelle motivazioni della sentenza della Corte costituzionale concernente la terza parte della tangente complessiva, appariva verosimile che Antelope Cobbler fosse un esponente della DC:

## La commissione parlamentare d'inchiesta (1976)
Il 29 marzo 1976 gli atti giudiziari vengono trasmessi al Presidente della Camera Sandro Pertini.
(M. Caprara, Il caso Lockheed in Parlamento, (2001))
L'istruttoria viene consegnata alla Commissione Parlamentare inquirente per i procedimenti d'accusa: la Commissione è composta da 20 membri, 10 per ogni ramo del Parlamento, eletta a inizio legislatura, ed è presieduta dal senatore democristiano Angelo Castelli.. In giugno una delegazione della Commissione d'indagine parlamentare si reca negli Stati Uniti per interrogare gli ex dirigenti della Lockheed, i quali confermano solo la responsabilità di Mario Tanassi, ma la Commissione stessa viene sciolta poco tempo dopo in seguito alla fine della VI legislatura. Da notare che Marco Pannella, nel dibattito e votazione parlamentare del 1977 successivi alle Commissioni inquirenti, si concentrerà sulla contestazione della legge 20 del 1962, regolante queste stesse procedure per i reati ministeriali. Nel 1987, dieci anni dopo il caso Lockheed, la legge sarà oggetto di referendum abrogativo promosso dai Radicali.

## Le elezioni della Lockheed (1976)
Anthony Sampson, lo scrittore e giornalista inglese che si è più occupato dello scandalo Lockheed a livello internazionale, osserva che inizialmente «il massimo scalpore fu sollevato dai documenti concernenti l'Olanda, in quanto il paese non era normalmente associato alla corruzione- almeno al di fuori degli ambienti aerospaziali». L'impatto della corruzione della Lockheed andava ben oltre il pagamento di tangenti e diveniva in qualche modo uno strumento - più o meno controllato - della politica estera statunitense. La Lockheed è quasi riuscita ad abbattere un'istituzione secolare come la monarchia olandese, e nel 1976 tre dei quattro paesi più coinvolti nell'affare Lockheed vanno alle elezioni generali: l'Italia, la Germania, e il Giappone.
L'Italia tiene le elezioni il 20 giugno 1976. Sono le elezioni dello sperato o temuto sorpasso del PCI sulla DC. Sono anche le elezioni dello slogan di Indro Montanelli del "turiamoci il naso" e votiamo DC. Il sorpasso non avviene, ma il PCI vince le elezioni, prendendo quasi 50 deputati in più rispetto alle precedenti elezioni. Per la prima volta nella storia della Repubblica un comunista, Pietro Ingrao, diviene Presidente della Camera. Il governo Moro viene sostituito dall'Andreotti III. Il Dipartimento di Stato americano cerca di impedire o rallentare l'uscita di informazioni che danneggiano i propri interessi nazionali, perché colpiscono i partiti filo-atlantici dei paesi alleati. Le informazioni che comunque escono dalla Commissione Church (e dalla SEC) vengono trasmesse ai vari paesi come riservate, e per quanto alcuni degli indagati per corruzione chiedano più o meno ingenuamente la discussione pubblica dell'affare Lockheed, questa è generalmente esclusa dagli accordi bilaterali con gli Stati Uniti.

## La nuova commissione inquirente (1976-77)

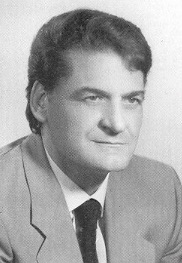
Sen. Martinazzoli, presidente Commissione Inquirente

La nuova commissione inquirente viene presieduta dal senatore democristiano Mino Martinazzoli, vicepresidenti il comunista Ugo Spagnoli e il socialista Dino Felisetti. A ottobre la nuova commissione parlamentare torna in America e, al suo rientro, dichiara ufficialmente aperta l'inchiesta nei confronti dei rieletti deputati Rumor, Gui e Tanassi. Il punto più controverso in commissione è la responsabilità di Mariano Rumor, ex primo ministro ed ex segretario della DC: di fatto la controversia principale è se Rumor sia Antelope Cobbler. Nella lettura delle carte rese pubbliche del caso Lockheed colpisce un certo attivismo di Antonio Bisaglia, molto vicino a Rumor e suo sottosegretario alla Presidenza del Consiglio. La DC difende Rumor e Gui, ma Rumor è la priorità, mentre il sacrificio di Gui può essere considerato dalla DC il male minore. Qui la commissione si spacca sulle posizioni politiche inconciliabili dei due grandi partiti, DC (che ha 8 membri) e PCI (7 membri); ad essi si aggiungono il PSI (2 membri), ed infine un membro di Sinistra Indipendente, uno di Democrazia Nazionale, e uno dal Gruppo misto - Union Valdôtaine.

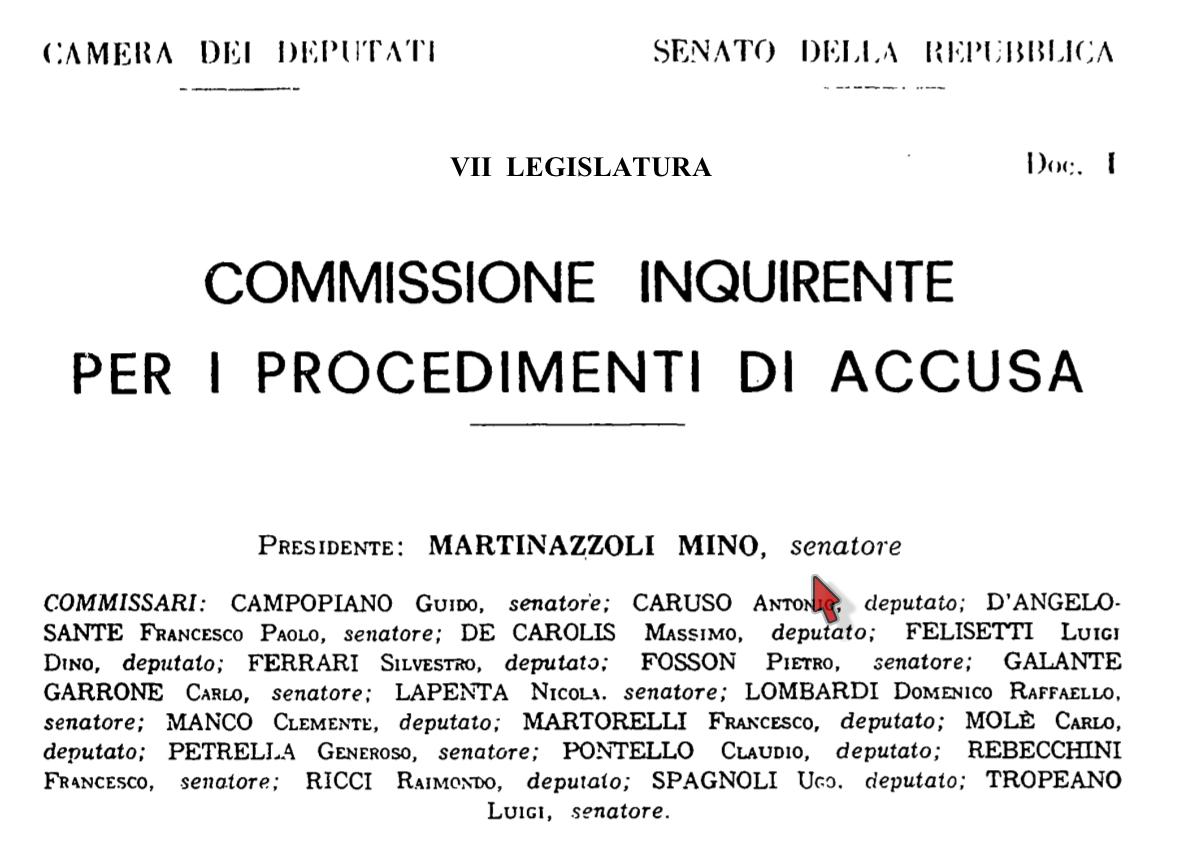
Componenti della commissione inquirente

Sulla messa in stato di accusa di Rumor i voti in commissione sono 10 contro 10; DC, Union Valdotaine, e Democrazia Nazionale a favore di Rumor, mentre PCI, PSI, e Sinistra Indipendente contro. In caso di parità prevale la posizione del presidente della commissione, e Mino Martinazzoli non senza imbarazzo fa pesare il suo voto di presidente. Luigi Gui viene invece messo in stato di accusa con 11 voti contro 9, e il voto differente da quello su Rumor è del senatore Fosson dell'Union Valdotaine. Per Mario Tanassi i voti sono 18 per l'incriminazione e 2 contro. Per quanto riguarda i non parlamentari - il generale Fanali, il presidente di Finmeccanica Crociani, i fratelli Lefebvre, il segretario di Tanassi Palmiotti, e altri quattro minori - la commissione concorda all'unanimità sulle prove certe della corruzione. La relazione della Commissione inquirente viene presentata ai presidenti delle Camere l'11 febbraio del 1977. La Stampa titola «è tutto pronto per il processo a Gui e Tanassi».

## L'incidente del Monte Serra

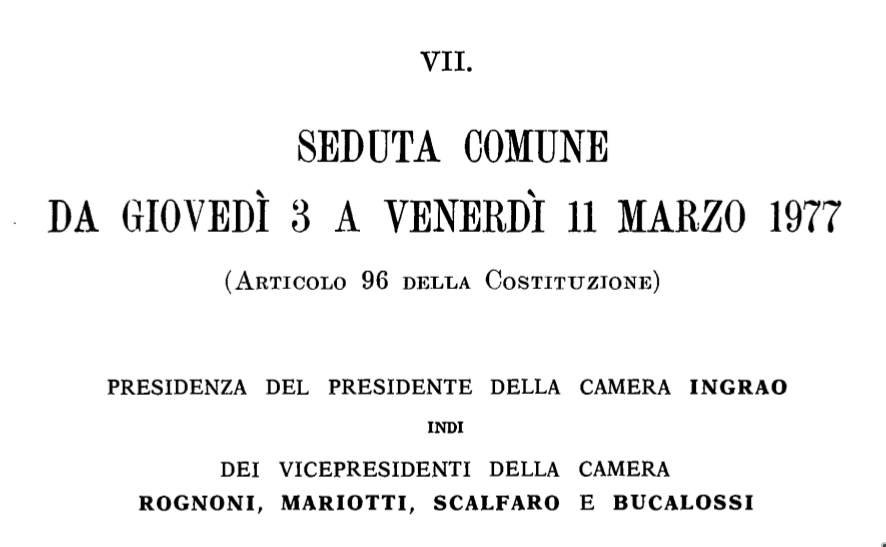
Seduta Comune del Parlamento 3-11 marzo 1977

A conclusione dei lavori della Commissione inquirente, il Parlamento si riunisce in seduta comune dal 3 all'11 marzo 1977 per dibattere e votare sulle conclusioni della Commissione. Si tratta di una seduta lunghissima. Maurizio Caprara, che la riassume con l'equilibrio di uno storico, nota che molti dei protagonisti del dibattito diventano protagonisti anche nella vita istituzionale e politica dei due decenni seguenti.
Proprio il 3 marzo, primo giorno della seduta, precipita vicino a Pisa uno degli Hercules C-130, acquistati 6 anni prima e oggetto attorno al quale ruota l'intero affare Lockheed italiano: nell'incidente aereo del monte Serra muoiono 44 militari. La discussione appena iniziata si interrompe:
(Seduta Parlamentare Comune 3-11 marzo 1977.)

Proteste e M113 a Bologna l'11 marzo 1977

La situazione fu tesa anche a causa di manifestazioni della sinistra extraparlamentare, e particolarmente per il movimento del Settantasette. L'11 marzo, ultimo giorno della seduta e giorno della votazione su Gui e Tanassi, nel corso di disordini scoppiati a Bologna rimane ucciso Francesco Lorusso, militante di Lotta Continua. Su richiesta dello stesso sindaco (comunista) di Bologna, che ha perso il controllo dell'ordine pubblico, il ministro dell'interno Francesco Cossiga dispose l'invio di mezzi blindati nella città; la decisione suscitò impressione nell'opinione pubblica a fronte di cingolati per il trasporto truppe (che furono generalmente percepiti e descritti come "carri armati") nel cuore dell'Emilia, ove la sinistra aveva maggiori consensi.

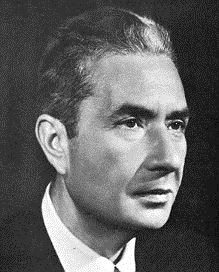
Aldo Moro.

A Roma, Gui e Tanassi colpevoli o innocenti è questione sostanzialmente secondaria: la questione è se il regime sia irrimediabilmente corrotto. Il dibattito non è tanto un procedimento per valutare la colpevolezza di due parlamentari, quanto un vero e proprio processo politico al "regime" democristiano del dopoguerra. «Una volta tanto non siamo legislatori, ma giudici, intendo giudici non in senso tecnico-giuridico, ma politico» - dice Moro - «e la valutazione… non riguarda una dichiarazione astratta di giustizia ma un'attuazione concreta di essa». Moro assume un atteggiamento apologetico verso il sistema di potere democristiano. Arriva persino a difendere Tanassi. È uno dei discorsi più intensi di Moro, e anche inusualmente duro:

Romualdi: Con i comunisti al potere, la libertà? Questa è la libertà?

Presidente: Onorevole Romualdi!

Moro: …capace di comprendere e valorizzare, sempre che…

Pannella: Dillo ai morti di piazza Fontana! (commenti all'estrema sinistra, proteste al centro).

Presidente: Onorevole Pannella!

Moro: …non si ricorra alla violenza, qualsiasi fermento critico, qualsiasi vitale ragione di contestazione, i quali possano fare nuova e vera la nostra società. Non si dica che queste cose ci sono state strappate. Noi le abbiamo rese, con una nostra decisione, possibili ed in certo senso garantite. Per tutte queste ragioni, onorevoli colleghi che ci avete preannunciato il processo sulle piazze, vi diciamo che noi non ci faremo processare. Se avete un minimo di saggezza, della quale, talvolta, si sarebbe indotti a dubitare, vi diciamo fermamente di non sottovalutare la grande forza dell'opinione pubblica che, da più di tre decenni, trova nella democrazia cristiana la sua espressione e la sua difesa. Credo che essa non intenda rinunciare a questo modo di presenza, così come noi non pensiamo di rinunciare a questa forza, ai diritti che ne conseguono ed ai compiti che ci sono affidati. Si tratta di cose estremamente serie, ed è doveroso in questo momento riaffermare le ragioni della libertà e la necessaria integrità del paese nella sua sostanza sociale e politica»
(Seduta Parlamentare Comune 3-11 marzo 1977.)
Il deputato democristiano Claudio Pontello, relatore per la commissione inquirente e deliberante, circoscrive secondo la legge l'oggetto del dibattito parlamentare all'esame del rinvio a giudizio alla Corte costituzionale dei due ex ministri (allora parlamentari) e dei cosiddetti imputati "laici", cioè Crociani, Fanali, i Lefebvre, Palmiotti e gli altri minori. Difende anche la natura politica, cioè istituzionale, del giudizio parlamentare (proscioglimento o rinvio) sul caso Lockheed. È alla fine dell'intervento di Pontello che il presidente Ingrao annuncia al Parlamento la sciagura di Pisa.

## La posizione dei politici coinvolti
L'opposizione ha posizioni più varie. La posizione egemone, quella che conta di più per il suo peso popolare e politico, è indirizzata al governo comune del paese, piuttosto che ai processi di piazza o proletari. È la posizione del PCI. Enrico Berlinguer non parla alla seduta comune. Parla da Madrid dove si trova a un incontro sull'eurocomunismo, e afferma che la crisi e la corruzione in Italia, delle quali l'affare Lockheed è prova lampante, può essere risolta solo con l'ingresso del PCI e del PSI nel governo. È la strategia del compromesso storico per portare il paese fuori dalla decadenza, che aveva come sponda principale nella maggioranza, ormai incapace di governare stabilmente da sola, proprio Aldo Moro.
Il deputato Francescopaolo D'Angelosante, al quale era stato permesso visitare Washington con la Commissione, nonostante le restrizioni che gli Stati Uniti avevano per chi apparteneva a una organizzazione comunista, insiste sulla questione non della responsabilità individuale, ma di quella politica, perché ricorda che la Lockheed sapeva benissimo che per concludere favorevolmente un contratto con il Ministero della difesa era il partito a dover essere pagato. È comunque l'intervento del deputato Ugo Spagnoli, uno dei due vicepresidenti della Commissione inquirente, quella che delinea la posizione ferma ma moderata del maggior partito di opposizione. In altri termini: non diamo la caccia all'antilope, ribadiamo la responsabilità individuale e politica, ma Luigi Gui va rinviato alla Corte costituzionale. Spagnoli parla dello Stato e della nazione:
(Parlamento in Seduta Comune 3-11 marzo 1977)

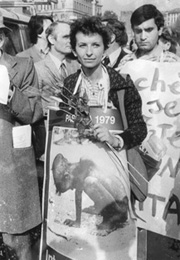
Emma Bonino nel 1979.

Emma Bonino è invece radicale nelle sue affermazioni, e allo stesso tempo il suo intervento è tra i più lucidi. Il processo che si farà, prevede la Bonino, sarà lunghissimo: "forse voleranno un paio di corna di un qualche capro espiatorio - magari un Tanassi qualsiasi - ma perché serve un capro espiatorio per meglio salvare l'intera mandria, che è la mandria degli affamatori pubblici… dei potenziali golpisti", Con un azzardato ottimismo esterofilo la Bonino afferma che in Italia - a differenza dell'Olanda, Germania, Giappone e dell'America - non si farà giustizia. Ma è il "rubare per il partito" il suo argomento migliore:
(Seduta Parlamentare Comune 3-11 marzo 1977)
C'è anche un breve passaggio da uno degli interventi più lunghi e tecnicamente competenti che Caprara inserisce nel suo conciso e prezioso "Il caso Lockheed in Parlamento".. Quello di Felisetti, deputato del PSI:
(Seduta Parlamentare Comune 3-11 marzo 1977.)
Il deputato Domenico Pinto a sinistra afferma che il castello democristiano sta per crollare, che ancora "non è la fine del mondo… ma le cose stanno cambiando". A Pinto non interessano né Gui né Tanassi. È convinto che sono solo i segni dei tempi a mostrare che la fine della borghesia è vicina. Accusa un compagno di "corruzione ideologica", l'equivalente del cattolico "eretico." Poi viene ripreso da Ingrao per avere dato a tutti quelli del "castello" dei corrotti, speculatori e mafiosi. Pinto risponde a Ingrao non solo. Inoltre afferma:
(Seduta Parlamentare Comune 3-11 marzo 1977)
La posizione di Pinto, benché non dica nulla di rilevante sul caso Lockheed in sé, è interessante per due ragioni: la prima è che mostra quanto sia distante il PCI da queste posizioni: è un PCI che si prepara a governare, non vive nell'attesa della fine del mondo (borghese). Per molti versi Pinto appare più vicino ai Radicali che al PCI. La seconda è quella di una profezia sulla "giustizia proletaria", che si avvererà l'anno successivo per il presidente della DC o, secondo Pinto, presidente del "castello dei corrotti, speculatori e mafiosi".

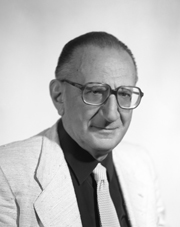
Il senatore La Russa

Ma non è solo l'opposizione a sinistra a votare per il rinvio a giudizio dei due ministri, e a chiedere il "processo al trentennio democristiano". Anche l'MSI, almeno pubblicamente, lo vuole. Il senatore La Russa sull'Hercules precipitato a Pisa si fa interprete del sentire popolare:
(Seduta Parlamentare Comune 3-11 marzo 1977)
Felisetti, vicepresidente della Commissione inquirente, in un altro passaggio, chiarisce un punto essenziale, che spesso sfugge guardando solo l'orizzonte politico italiano:
(Seduta Parlamentare Comune 3-11 marzo 1977.)
Nel 1976 Anthony Sampson anticipa le considerazioni di Felisetti, nell'anno delle elezioni della Lockheed, e va in una direzione più polemica sulla democrazia italiana:

## La votazione per il rinvio a giudizio
La votazione del Parlamento ha luogo il 10 marzo 1977, con scrutinio segreto. Luigi Gui viene rinviato alla Corte costituzionale con 487 voti a favore e 451 contrari. Per Mario Tanassi 513 per il rinvio, e 425 contrari. I non parlamentari Duilio Fanali, Bruno Palmiotti, Ovidio Lefèbvre D'Ovidio, Antonio Lefèbvre D'Ovidio, Camillo Crociani, Vittorio Antonelli, Luigi Olivi, Maria Fava, Victor Max Melca vengono rinviati a giudizio con 835 voti a favore e 63 contrari.
Vengono eletti anche i tre commissari all'accusa: Marcello Gallo, Alberto Dall'Ora e Carlo Smuraglia. La seduta termina alle 0:15 dell'11 marzo. L'ultimo deputato a chiedere la parola è Marco Pannella.

## Le conseguenze politiche
La "caccia" giornalistica ad Antelope Cobbler non si fermò: proprio il 16 marzo 1978, giorno in cui avvenne il rapimento Moro, la prima edizione del quotidiano la Repubblica uscì con questo titolo a pag. 3: "Antelope Cobbler? Semplicissimo è Aldo Moro presidente della Dc", articoli sullo scandalo erano presenti anche nella La Stampa a pag. 21, Il Giornale a pag. 6 e il Corriere della Sera pag. 6. La menzione dello scandalo scomparì dalle pagine dei giornali che uscirono con l'edizione straordinaria dopo l'agguato di via Fani. 
L'anno successivo, il primo numero della rivista Metropoli  uscì contenendo una ricostruzione a fumetti del rapimento di Moro, che iniziava con il discorso che Moro fece davanti al parlamento, in cui affermava che "noi non ci faremo processare". 

### Dimissioni del presidente Giovanni Leone (1978)

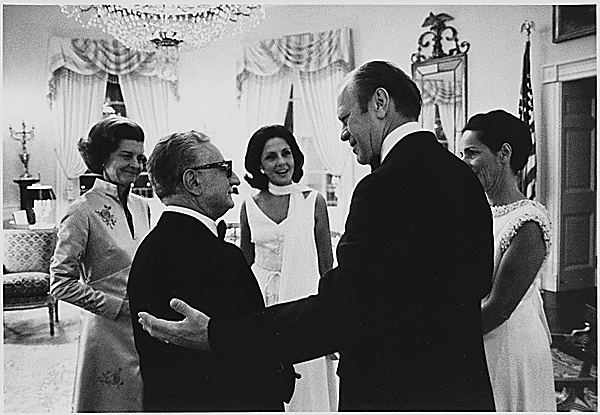
Giovanni e Vittoria Leone alla Casa Bianca nel 1974

Sebbene pochi mesi prima la sua estraneità fosse pienamente riconosciuta dalla commissione bicamerale d'indagine con un voto ampiamente favorevole, il 15 giugno 1978 su richiesta del PCI e probabilmente d'accordo con parti sostanziali della DC, Giovanni Leone rassegnò le dimissioni da Presidente della Repubblica, con sei mesi d'anticipo rispetto alla scadenza del suo mandato. Con le sue dimissioni Leone, poi accertato estraneo ai fatti, risulterà la più celebre vittima dello scandalo Lockheed in Italia.
Nel 1998, a vent'anni di distanza dai fatti, in occasione di una celebrazione in Parlamento per il suo novantesimo compleanno Leone riceverà le pubbliche scuse degli esponenti radicali Marco Pannella ed Emma Bonino, che all'epoca dello scandalo Lockheed si distinsero nell'accusarlo. Rimane ancora poco chiaro l'accanimento de L'Espresso e della Cederna contro Leone, che non si limitava al caso Lockheed, ma spaziava sull'intera vita di Leone e della sua famiglia. Il fatto che Pannella e Bonino, noti per la loro inflessibilità e allergia a compromessi, si siano pubblicamente scusati con Leone è forse la prova mediatica più convincente della estraneità dell'ex presidente alle tangenti Lockheed.
Nella lettera di scuse indirizzata a Leone da Pannella e Bonino si legge: 
(Corriere.it)

### Il processo innanzi la Corte costituzionale (1977-79)

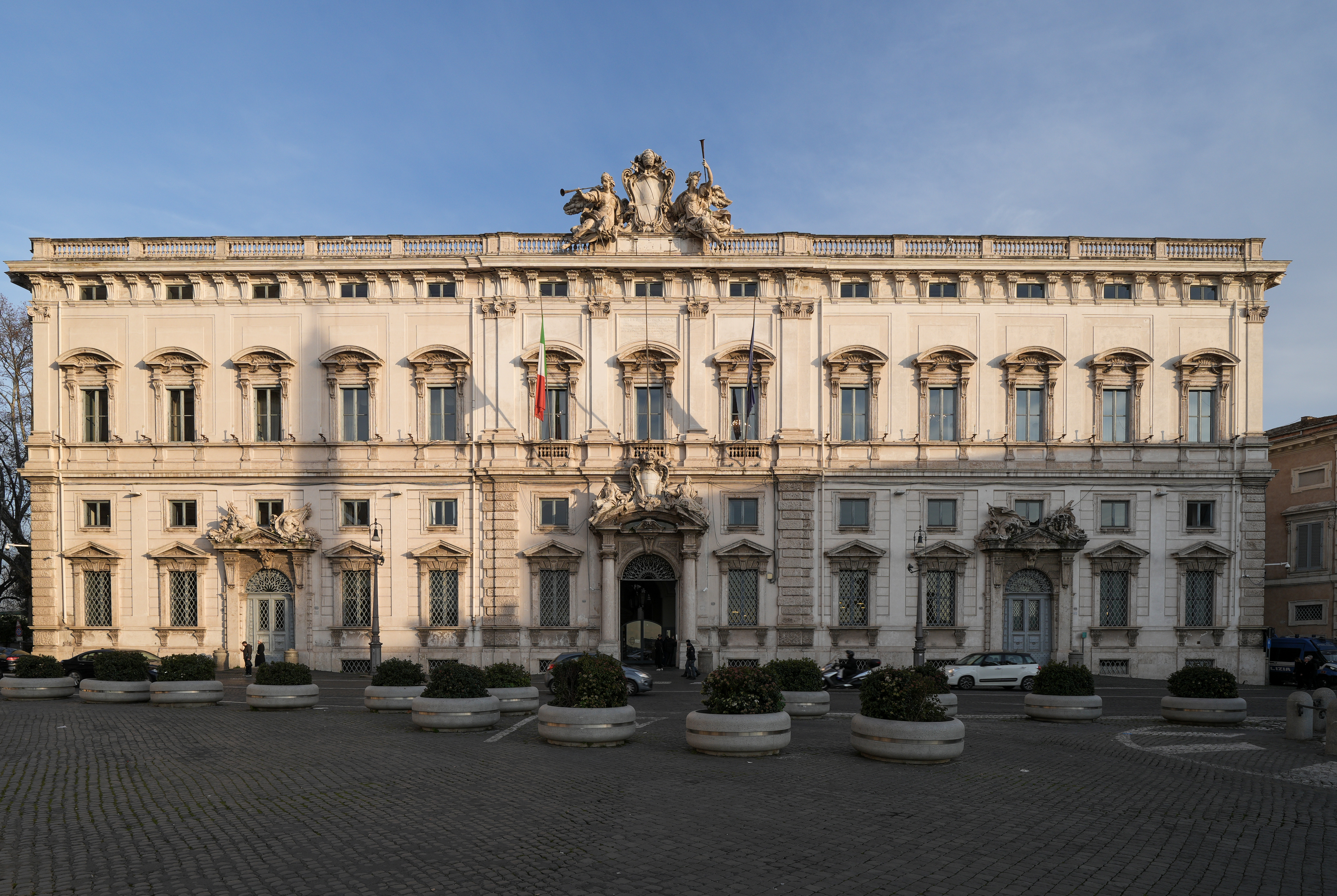
Palazzo della Consulta sede della Corte costituzionale

Il processo, primo e finora unico nella storia della giustizia italiana, si svolge davanti alla Corte costituzionale e non prevede appello (in seguito tale procedura eccezionale riservata ai ministri e agli ex ministri sarà abolita con la creazione del Tribunale dei ministri).
La Corte costituzionale, dopo la messa in stato di accusa in Parlamento, riceve i fascicoli dal Parlamento e nomina il 18 aprile 1977 il giudice istruttore e relatore Giulio Gionfrida, giudice costituzionale, che delega gli atti istruttori ad Antonino De Stefano e Guglielmo Roehrssen, entrambi giudici costituzionali. Il procedimento viene sospeso per le istanze di alcuni imputati non parlamentari di non essere processati con le stesse procedure per ministri. La stessa Corte costituzionale il 2 luglio 1977 ritiene la richiesta infondata. L'istruttoria riprende con sequestri di atti in Italia e all'estero e riceve documenti politici e amministrativi dal Ministero della difesa. «Quanto alla documentazione relativa alla fornitura degli aerei C-130 e alle concomitanti trattative, si ravvisava la necessità di disporne l'acquisizione integrale ed originale, previa declassificazione». Tra questi:
(Istruttoria n. 26)
Una delle questioni fondamentali per i giudici è comprendere se e quanto reali fossero le esigenze che hanno portato all'acquisto dei C-130, e proprio dei C-130 e non di altri aerei simili, e soprattutto se il prezzo pagato è congruo. Il giudice istruttore in questo senso chiede anche di vedere il carteggio relativo alle compensazioni industriali che fanno parte dell'offset agreement con la Lockheed, e che sono classificate. In particolare emerge il problema delle compensazioni fasulle organizzate dalla Lockheed, che impattano molto più sul prezzo e sulla sua congruità delle stesse percentuali aggiunte per le tangenti "politiche".
Un punto evidente nel dibattimento è l'emergere di assegni (alla fine 15 assegni da 5 milioni l'uno) fatti da Crociani a nomi fasulli e incassati dal Fanali e dalla moglie spagnola. Fanali si difende dicendo che tali assegni erano il compenso per le attività da lui eseguite per assistere Crociani nel tentativo di vendere la Ciset (poi Vitrociset). Crociani è latitante (e lo rimarrà sino alla sua morte) e dal Messico manda memoriali per confermare le versioni di Fanali. Il suo difensore, Alfredo De Marsico, insiste sulla non dimostrazione della corruzione, non essendoci la certezza del titolo della somma da questi ricevuta. Particolarmente interessante è pure la sorpresa del Lefevbre al rifiuto di Tanassi di accettare assegni nel pagamento della sua quota. Tanassi pretende denaro contante. All'inizio di febbraio si conclude il dibattimento processuale, con le arringhe dei difensori, e il 6 febbraio la Corte si ritira in camera di consiglio per la decisione. Il 1º marzo 1979, al termine di 23 giorni di camera di consiglio, Paolo Rossi, presidente della Corte costituzionale, legge il verdetto:
Per quanto riguarda i due ex-ministri della difesa, la Corte, visti gli artt. 28 e 34 l. 25 gennaio 1962 n. 20 e l'art. 479 c.p.p.
|  | Assolve Luigi Gui dall'imputazione del reato di corruzione per atti contrari ai doveri d'ufficio aggravato di cui al capo A) dell'atto di accusa per non aver commesso il fatto. |
|  | Dichiara Mario Tanassi colpevole del reato di corruzione per atti contrari ai doveri d'ufficio, aggravato, ascrittogli al capo A) dell'atto di accusa e, in concorso di circostanze attenuanti generiche ritenute equivalenti alla circostanza aggravante di cui al capoverso n. 1 dell'art. 319 c.p., escluse la continuazione e le altre aggravanti contestate, lo condanna ad anni due e mesi quattro di reclusione e a lire 400.000 di multa; lo condanna inoltre all'interdizione dai pubblici uffici per il periodo di anni due, mesi sei e giorni venti; e gli infligge la sanzione costituzionale della decadenza dall'ufficio di deputato. |

Vengono condannati anche il generale Duilio Fanali, il segretario di Tanassi Bruno Palmiotti, Ovidio Lefèbvre D'Ovidio, Antonio Lefèbvre D'Ovidio, e il presidente di Finmeccanica Camillo Crociani:
| Duilio Fanali             | dichiara Duilio Fanali colpevole del reato di corruzione per atti contrari ai doveri d'ufficio, aggravato, ascrittogli al capo A) dell'atto di accusa e, in concorso delle circostanze attenuanti generiche ritenute prevalenti sulla contestata circostanza aggravante di cui al capoverso n. 1 dell'art. 319 c.p., escluse la continuazione e le altre aggravanti contestate, lo condanna alla pena di anni uno e mesi nove di reclusione e lire 200.000 di multa; ordina che l'esecuzione della pena rimanga sospesa per anni cinque alle condizioni di legge; lo condanna inoltre all'interdizione dai pubblici uffici per il periodo di anni uno, mesi dieci e giorni dieci;                                         |
| Bruno Palmiotti           | dichiara Bruno Palmiotti colpevole del reato di corruzione per atti contrari ai doveri d'ufficio, aggravato, ascrittogli al capo A) dell'atto di accusa e, in concorso delle circostanze attenuanti di cui agli artt. 62-bis e 114 parte I c.p. ritenute prevalenti sulla contestata circostanza aggravante di cui al capoverso n. 1 dell'art. 319 c.p., escluse la continuazione e le altre aggravanti contestate, lo condanna alla pena di anni uno e mesi sei di reclusione e lire 120.000 di multa; ordina che l'esecuzione della pena rimanga sospesa per anni cinque alle condizioni di legge; lo condanna inoltre all'interdizione dai pubblici uffici per il periodo di anni uno, mesi sei e giorni ventiquattro; |
| Ovidio Lefèbvre D'Ovidio  | dichiara X.X. d'Ovidio colpevole del reato di corruzione per atti contrari ai doveri d'ufficio, aggravato, ascrittogli al capo C) dell'atto di accusa e, in concorso delle circostanze attenuanti generiche ritenute equivalenti alla contestata aggravante del capoverso n. 1 dell'art. 319 c.p., escluse la continuazione e le altre aggravanti contestate, lo condanna alla pena di anni due e mesi quattro di reclusione e lire 400.000 di multa; |
| Antonio Lefèbvre D'Ovidio | dichiara X.Y. d'Ovidio colpevole del reato di corruzione per atti contrari ai doveri di ufficio aggravato, ascrittogli al capo C) dell'atto di accusa e, in concorso delle circostanze attenuanti generiche ritenute prevalenti sulla contestata circostanza aggravante di cui al capoverso n. 1 dell'art. 319 c.p., escluse la continuazione e le altre aggravanti contestate, lo condanna alla pena di anni due e mesi due di reclusione e lire 300.000 di multa; |
| Camillo Crociani          | dichiara Camillo Crociani colpevole del reato di corruzione per atti contrari ai doveri di ufficio, aggravato, ascrittogli al capo D) dell'atto di accusa, e lo condanna alla pena di anni due e mesi quattro di reclusione e lire 400.000 di multa; |

Assolto Luigi Olivi, ma gli atti del processo sulle attività di Olivi vengono trasmessi alla Procura di Roma. Assolti l'avvocato Vittorio Antonelli, Maria Fava e Victor Max Melca.

### I risarcimenti
In ragione della situazione di monopolio del mercato in cui si verificò lo scandalo, nel caso Lockheed il Tribunale Civile di Roma respinge la richiesta di risarcimento dei danni materiali avanzata dal Ministero della difesa nei confronti di Crociani (dell'erede Edy Vessel) e dei Lefebvre per le tangenti pagate a Tanassi e Fanali nel 1987:
(Monopolio-Monopsonio)
Non solo il monopolio, ma anche genericamente il mercato può essere l'impunibile colpevole dei danni allo Stato. Nel 1980 la prima sezione giurisdizionale della Corte dei conti decide che vi è stato un danno erariale nell'acquisto degli Hercules dalla Lockheed e condanna Tanassi, Fanali e Palmiotti in solido a risarcire lo Stato per 1.308.000.000 lire. Poi nel 1981, a causa delle precarie condizioni economiche di Tanassi e di Fanali, le sezioni riunite della Corte dei conti sospendono l'esecutività dei pagamenti di risarcimento allo Stato. Lo Stato però riesce a prendere 10 milioni di lire (sul totale di 1 miliardo e 308 milioni, il 6% del costo dell'acquisto degli Hercules) a Palmiotti. Infine nel 1984 le stesse sezioni riunite della Corte dei conti ribaltano la prima sentenza, e sostengono che le tangenti pagate non hanno aumentato il costo degli aerei per lo Stato. Potrebbe essere stato il "mercato" ad aumentare i prezzi, e comunque non ci sono elementi certi per concludere che siano state le tangenti.. E lo Stato deve persino restituire 10 milioni di lire sequestrati al Palmiotti.

Per quanto riguarda la segretezza, già la Corte costituzionale ha dovuto chiedere la declassificazione di documenti riservati e militari riguardanti l'acquisto e gli offset collaterali, che solo il presidente del Consiglio ha il potere di declassificare. E se è stato difficile per la Corte costituzionale, per un Tribunale Civile è quasi impossibile.
Robert Klitgaard, uno dei maggiori esperti di corruzione, afferma che «la corruzione è un reato basato sul calcolo, non sulla passione. La persone tendono a corrompere o a essere corrotte quando i rischi sono bassi, le multe e punizioni minime, e le ricompense grandi». Lo studioso dei fenomeni di corruzione semplifica affermando che la propensione alla corruzione può essere sintetizzata dalla seguente formula:
C = M + S – R
dove C, la Corruzione, è tanto più probabile quanto più alta è la somma di Monopolio più Segretezza meno Responsabilità, cioè Responsabilità civile e penale. Nell'equazione di Klitgaard Monopolio e Segretezza hanno valori altissimi quando si tratta di acquisti/vendite militari e l'unica maniera per diminuire la propensione alla corruzione è l'alta probabilità della punizione severa, cioè Responsabilità civile e penale. Il meccanismo di corruzione nel caso di un valore C molto alto equivale, nella teoria dei giochi, al caso di “n” persone nella situazione del dilemma del prigioniero, dove l'equilibrio si risolve con la convenienza per tutti della corruzione, cioè ogni “giocatore” - politico, portaborse, agente, ufficiale, e azienda venditrice - tende alla scelta che massimizza l'utile, cioè alla corruzione. Solo una rigorosissima Responsabilità penale e civile può rendere sconveniente la corruzione. Nel caso delle commesse militari è infatti l'unica variabile che si può modificare, visto che la natura militare di una commessa non permette la diminuzione della segretezza (libera stampa, trasparenza) e una vera libera concorrenza (mercato controllato e monopsonico).

## Analisi storica

### Il precedente

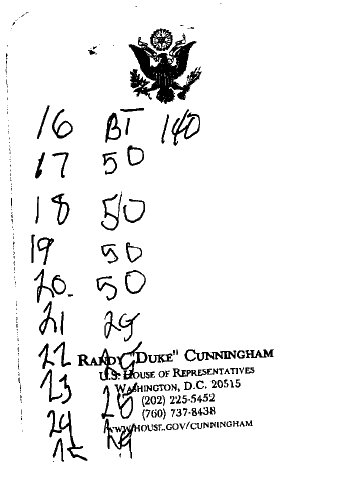
Appunti del deputato Duke Cunningham su carta intestata del Congresso. La riga a sinistra indica il valore dell'appalto, quello a destra della tangente

Per meglio comprendere la sentenza italiana si può confrontarla, mutatis mutandis, con una sentenza esemplare riguardante la corruzione nel campo della difesa, che è stata emessa nella California di Kotchian e della Lockheed nel 2006. Il deputato del Congresso Duke Cunningham, ex militare ed eroe pluridecorato, finisce sotto indagine dell'FBI per una sospetta vendita immobiliare all'inizio del 2005. Cunningham era membro della Commissione Difesa, e poteva indirettamente influenzare le scelte del Pentagono. Alla fine del 2005 Cunningham ammette di avere incassato oltre 2,5 milioni per favorire appalti al Dipartimento della Difesa di due appaltatori e rassegna le dimissioni.. Gli importi degli appalti e delle relative tangenti vengono persino trovati come appunti in carta intestata del Congresso degli Stati Uniti. In marzo 2006 Cunningham aveva 66 anni ed è condannato dal giudice Larry Burns a 8 anni e 4 mesi di reclusione, per associazione a delinquere finalizzata alla corruzione, frode, ed evasione fiscale. Tutti i suoi beni vengono sequestrati e venduti. Cunningham chiede alla sentenza di poter visitare sua madre malata novantunenne prima di essere portato in carcere, e il giudice Larry Burns glielo nega. Gli toglie solo 1 anno e 8 mesi (dai 10 anni richiesti dall'accusa) in ragione dell'età e dei meriti di servizio militare in Vietnam. Il giudice motiva la durezza della pena:
(Motivazione sentenza Cunningham)
I giornali e il senso comune concordano nel trovare la sentenza Lockheed troppo lieve. E, per quanto non si possa con certezza fare un collegamento tra le tangenti Lockheed e l'incidente del C-130 Monte Serra con la morte di 44 militari italiani, la certezza della corruzione sui C-130 è acclarata. La sproporzione delle condanne penali è lampante quando si considera che in quegli aerei (di per sé sicuri quanto possa esserlo un aereo) ci sono morti dei militari. Solo la possibilità che anche 1 milione di lire destinato alla manutenzione sia finito in tangenti – una delle direzione in cui Ilario Martella stava indagando – giudica in maniera inappellabile la sentenza Lockheed.

### La prospettiva storica
Nel considerare l'affare Lockheed a distanza di decenni si può incorrere facilmente in un errore di prospettiva e ritenere un acquisto di circa 60 milioni di dollari per 14 aerei (più parti di ricambio) come una somma in fondo trascurabile. Ma parametrando la spesa e il valore dei 60 milioni di dollari del 1971 a quarant'anni dopo, si può affermare con sufficiente e prudente approssimazione che nel 2011 l'affare Lockheed attualizzato equivarrebbe ad un acquisto dalla Lockheed di almeno 1 miliardo di euro, con circa 50 milioni di euro in tangenti politiche, e con almeno 200 milioni di euro di "compensazioni fasulle." Non è stato un affare di poco conto né per la Lockheed né per lo Stato italiano, anche a prescindere dalle dimensioni politiche dello scandalo in Italia. "Lockheed in Italia, prima di tutto è il nome di uno scandalo."
Il giorno successivo alla sentenza Giovanni Conso scrive:
(La Stampa, 2 marzo 1979)
Uno dei maggiori problemi giuridici della sentenza Lockheed è l'impossibilità per i condannati di ricorrere in appello. In gennaio era entrato in vigore in Italia il Trattato dell'ONU che difende il diritto universale che una condanna possa essere riesaminata da un tribunale di seconda istanza. Tuttavia nel caso del processo Lockheed le condanne della Corte costituzionale sono definitive e immediatamente esecutive.
(La Stampa, 24 gennaio 1979 La Stampa - Consultazione Archivio)
La questione degli "imputati laici" processati al Tribunale dei ministri è stata presente fin dall'inizio, dalle Commissioni inquirenti, al dibattito parlamentare, fino agli ultimi momenti del processo alla Corte costituzionale. L'istanza dell'avv. Angelucci spiega l'assoluzione di Olivi, e anche l'invio degli atti processuali relativi a Olivi alla Procura di Roma. Ma spiega, sebbene parzialmente, la sorprendente lievità delle condanne con le quali la sentenza della Corte inappellabile chiude il caso Lockheed dal punto di vista giudiziario. "I colpevoli hanno avuto condanne ridotte all'osso" e, secondo la legge, passeranno molto poco tempo in carcere. Inoltre nel 1984 la Corte dei conti stabilisce che lo scandalo Lockheed - e quindi Tanassi, Fanali, e Palmiotti - non ha recato danno erariale perché le tangenti sono state pagate dalla Lockheed, non dallo Stato.
Già all'inizio del caso Lockheed gli americani lo descrivono sinteticamente:
(Cablogramma Ambasciata Americana al Dipartimento di Stato, marzo 1976.)
Le responsabilità penali, amministrative e civili sul caso Lockheed - al di fuori di un'interpretazione del "sono tutti corrotti" che si ribalta facilmente nel suo contrario - è quindi così circoscrivibile: la DC, il PSDI, i Militari, la Finmeccanica-Ciset, il sistema giudiziario, e ultima ma non per questo minima, la stessa Lockheed.

### I militari e il complesso industriale
- Il generale Duilio Fanali, nel codice della Lockheed Pun, paga per i militari. Il suo comportamento, la traccia degli assegni, gli immobili acquistati durante la trattativa Lockheed, la sua vicinanza a Crociani non concedono dubbi, nonostante la spettacolare arringa del suo difensore.[70] Dalla ricostruzione e motivazione della sentenza sembra che il ministro Tanassi e il Capo di Stato Maggiore dell'Aeronautica riescano a imporre come buone le promesse contrattuali fraudolente della Lockheed di contropartite dell'acquisto dei C-130 per l'economia italiana. Le resistenze di Costarmaereo, dei generali Zattoni e Nicolò, persino quelle del Segretario generale della difesa, generale Giraudo, sembrano non contare, almeno fino alle testimonianze dei suddetti contro l'ex generale Fanali, poi degradato ad aviere. I documenti principali della resistenza opposta dall'apparato del Ministero alla frode offset (le compensazioni fasulle) presentati al processo sono appunti scritti a mano su lettere altrui (protocollate) o memoriali conservati in cassaforte sino al processo: che l'intero sistema di controllo delle compensazioni militari di stretta competenza del Ministero della difesa collassi di fronte all'attivismo di Tanassi e Fanali per la causa di Lockheed non è molto credibile.[71] Non è neanche troppo credibile che tra i generali al Ministero solo Fanali fosse amico di Crociani, di Finmeccanica e di Ciset. Zattoni, testimone chiave contro Fanali, non solo è presidente della Ciset di Crociani al momento dello scoppio dello scandalo Lockheed, ma la Corte costituzionale trova anche bonifici sui suoi conti bancari provenienti da Crociani. Comunque anche in questo caso la condanna di Fanali, a parte il disonore della successiva degradazione, è molto lieve. Non va in carcere dopo la condanna, e non perde neanche uno degli immobili acquistati tra il 1968 e il 1971.
- Camillo Crociani, l'Innominato nelle carte della sentenza, è un ex-insegnante di educazione fisica con una laurea ad honorem in ingegneria, temuto dai Lefebvre, che riesce a essere il perno dell'intera truffa Lockheed all'Italia. Salva la proprietà della sua Ciset intestandola a un prestanome che, alla morte di Crociani nel dicembre 1980, la passa alla vedova Crociani. Riesce anche a far rifiutare al Messico la domanda di estradizione da parte dell'Italia. Non solo, successivamente la stessa Finmeccanica, di cui Crociani era stato presidente e amministratore delegato, entra nel capitale della Ciset/Vitrociset.[72] L'azienda di Crociani — che il Corriere della Sera indica come un fiduciario della DC in relazione all'affare Lockheed - ha continuato a lavorare anche in seguito con la Lockheed Martin e con il Ministero della difesa. Ma come viene pagato, o meglio, cosa ci guadagna Crociani? Qui la sentenza sorvola, ma è chiaro che divide con altri, e principalmente con la Lockheed (che fa la parte del leone) il bottino della frode sulle compensazioni industriali pagata dall'Italia, che è quattro volte la tangente politica. Come gli altri giudicati colpevoli dalla Corte, viene condannato alle spese processuali e alle spese di mantenimento in carcere. Di carcere però non fa neanche un giorno. Preferisce un breve esilio, che termina poco più di un anno dopo la condanna con la sua morte in Messico. Ma è la multa inflitta che fa sorridere: 400000 lire. E per quanto 400000 lire non equivalgano ai 200 euro di oggi, è completamente sproporzionata ai danni che ha fatto al Paese.
- I Lefebvre sono il tocco di aristocrazia all'affare Lockheed italiano, benché non del rango del principe consorte d'Olanda. Furono usati, e si lasciarono usare a buon prezzo, dalla Lockheed. Alla Lockheed, e più precisamente a Carl Kotchian che lo riferisce alla Commissione Church, erano stati consigliati da un ignoto senatore, dopo il tentativo fallito della multinazionale americana di vendere aerei anti-sommergibile al Ministero della difesa. Nelle motivazioni della sentenza la Corte afferma che a presentarli alla Lockheed per vendere i C-130 all'Italia non è stato un senatore, bensì l'ambasciatore Messeri.[73] Nel processo emerge anche un assegno di 31 milioni di lire alla moglie dell'ambasciatore. La grande multinazionale considera i due nobili italiani come apriporta e collettori di informazioni, più o meno alla stregua di maggiordomi blasonati; quando ci sono tangenti rilevanti da pagare, la Lockheed manda un americano a controllare con il corrotto le somme pattuite.[74] Nel processo hanno la funzione di perfezionare le accuse nei confronti di Tanassi e Palmiotti, anche se questi ultimi, diffidenti degli aristocratici, non hanno accettato i loro assegni, ma preteso contanti[75]. Emerge anche il fondato sospetto che tra i compiti dei Lefebvre ci sia stato lo spostamento dell'inchiesta dalla Procura al Parlamento: il memoriale di Ovidio mandato al giudice Ilario Martella nel marzo del 1976, contenente gravi e specifiche accuse a Tanassi, sortisce proprio questo effetto. Fuori dal processo, ma sempre nello scandalo Lockheed, uno dei due nobili è amico di lunga data di Giovanni Leone, e partecipa a una visita ufficiale del presidente in Arabia Saudita. Le condanne sono un po' più lunghe, le multe risibili, il titolo nobiliare però, a differenza del grado di generale, non può essere toccato dal regime repubblicano.
- Per la Lockheed fino al 1976 l'Italia era un affare. L'affare diviene uno scandalo quando i dettagli e le modalità dell'affare divengono pubbliche. Bisogna subito ricordare, perché spesso si rischia la confusione su questo punto, che le tangenti e le compensazioni fasulle sono state pagate dallo Stato italiano, non dalla Lockheed. I costi delle provvigioni politiche e della simulazione di offsets sono aggiunti al prezzo di vendita pagato dall'Italia, non detratti. La corruzione è una tassa clandestina, ma pur sempre una tassa, non un regalo della Lockheed a faccendieri, ministri, generali e valletti con pedigree. Il deputato del nord-est Felisetti semplifica con "chi paga è Pantalone .. il pagatore è lo Stato italiano, mentre gli americani non vi hanno rimesso un centesimo".[76] Il siciliano Spagnoli è più tecnico:

(Ugo Spagnoli Seduta Comune 1977,)
- Kotchian, in Italia come in Giappone, fa il suo mestiere, fa quello che deve fare per vendere aerei. La vendita italiana è necessaria per mantenere in attività la linea produttiva dei C-130 in Georgia. Salva migliaia di posti di lavoro. Mostra portafoglio lavori e utili alle banche e ai fondi governativi che avevano dato ossigeno all'azienda, evitando il suo fallimento. Quando Kotchian ritorna della sua missione a Tokio (sempre 14 aerei, ma rispetto alla missione italiana 8 volte superiore) viene accolto dai vertici esultanti dell'azienda all'aeroporto di Los Angeles come il salvatore della Lockheed. Kotchian non ha mai ammesso di avere sbagliato nel fare quello che doveva fare per vendere. E, in fondo, dalla sua prospettiva di azienda multinazionale, il denaro pagato in tangenti non proviene se non apparentemente dai propri bilanci: è denaro che viene dagli stessi paesi governati da corrotti, e lì rimane. Il convinto anti-comunismo di Kotchian, l'armare il mondo libero alleato contro l'Unione Sovietica, è motivazione secondaria: quello che è primario è vendere, senza danneggiare gli Stati Uniti e i militari statunitensi. Fino all'approvazione della legge sulla corruzione all'estero le azioni di Kotchian non erano reato negli Stati Uniti. Lo diverranno di lì a poco, anche e soprattutto grazie allo scandalo Lockheed, ma durante le operazioni di corruzione in Italia (1968-1971) la banda Kotchian non teme i politici, i giudici e i militari statunitensi, bensì quelli italiani:

(Lettera di Bixby Smith del 28 marzo 1969.)
Quello che teme la Lockheed è che l'Italia, accorgendosi del danno inflitto da Lockheed e complici, estrometta l'azienda dal mercato italiano degli armamenti.